# آلف نلمس
آلف نلمس (انگلیسی: Alf Nelmes؛ 1871 – february ۱۹۴۰ (۶۸−۶۹ سال)) بازیکن فوتبال بود.
از باشگاه‌هایی که در آن بازی کرده‌است می‌توان به باشگاه فوتبال میدلزبرو و باشگاه فوتبال گریمزبی تاون اشاره کرد.